# لويس لوري
لويس لوري (بالإنجليزية: Louis Laurie)‏ (19 نوفمبر 1917 – 26 ديسمبر 2002) هو ملاكم أمريكي راحل، مثّل بلاده في الألعاب الأولمبية الصيفية 1936.
لويس لوري (وُلِدت باسم لويس آن هامرسبرغ في 20 مارس 1937) هي كاتبة أمريكية. تُعرف لوري بالكتابة حول مواضيع صعبة وإدراجها ضمن أعمال موجهة نحو الأطفال. بحثت في عدة قضايا معقدة مثل العنصرية والأمراض الفتاكة والقتل والهولوكست إلى جانب مواضيع أخرى مليئة بالتحدي. استكشفت أيضًا قضايا مثيرة للجدل حول التشكيك بالسلطة كما في رباعية المعطي (بالإنجليزية: The Giver Quartet). جلبت لها كتابتها عن مثل هذه المواضيع المديح والانتقاد على حد سواء، وبالأخص رواية المعطي (أول رواية في الرباعية) التي قوبلت بردود فعل متنوعة من المدارس في أمريكا منذ صدورها في عام 1993. قامت بعض المدارس بتبني الرواية كجزء من المنهج الدراسي الإلزامي في حين تم حظر إدراجها بالمنهج الدراسي في مدراس أخرى. 
فازت لوري بميداليتي نيوبري: لرواية عد النجوم (بالإنجليزية: Number the stars) في عام 1990 والمعطي في عام 1994 كما فاز كتابها جوني بيرد جرين بجائزة كتاب الأطفال برود آيلاند في عام 2002. صدر فيلم مقتبس للمعطي في عام 2014.
تأهلت لوري للفوز بجائزة هانز كريستيان أندرسن الدولية أكثر من مرة لمساهمتها في الكتابة للأطفال حيث كانت أحد المتأهلين للنهائيات في عام 2000 ومجددًا في عام 2016 إلى جانب أنها كانت مرشحة أمريكية للفوز بالجائزة في عام 2004. تُعقد جائزة هانز كريستيان أندرسن كل سنتين وتُعد أعلى تقدير متاح للكاتبين في أدب الأطفال. حصلت أيضًا على جائزة مارغريت إدواردز من رابطة المكتبات الأمريكية عام 2007 لمساهماتها في الكتابة للشباب. 
ألقت لوري محاضرة ماي هيل أربثنوت السنوية في عام 2011 حيث كانت محاضرتها بعنوان « باقٍ: قدرة الذهب على البقاء» كما أنها حصلت على الدكتوراه الفخرية في الآداب من جامعة براون في عام 2014.

## النشأة
وُلِدت لوري في 20 مارس 1937 في هونولولو بهاواي لأبويها روبرت همرسبيرج وكاثرين جوردون لانديس. كان والدها من أصل نرويجي وكانت والدتها من أصول إنجليزية وألمانية وأيضًا إسكتلندية أيرلندية. أطلق والدا لوري عليها اسم «سينا» في البداية على اسم جدتها النرويجية ولكن عند سماع ذلك قامت الجدة بتبليغ والدا لوري بضرورة أن يكون للطفلة اسم أمريكي. اختار والداها أسماء لويس وآن حيث كانت أسماء أخوات الوالد.
لدى لوري أخ أصغر يدعى جون ومازالت علاقتهما وثيقة.
عمل والد لوري كضابط عسكري –طبيب أسنان في الجيش– وبسبب مهنته هذه تنقلت أسرة لوري في جميع أنحاء الولايات المتحدة وسافرت إلى أجزاء عديدة حول العالم. انتقلت لوري وعائلتها من هاواي إلى بروكلين بنيويورك عندما كانت في الثالثة من عمرها في عام 1940. التحقت بروضة الأطفال في معهد بيركلي ثم انتقلت إلى كارلايل بولاية بنسلفانيا وهي مسقط رأس والدتها في عام 1942، في نفس الوقت الذي بُعث والدها فيه إلى المحيط الهادئ خلال الحرب العالمية الثانية. خدم والد لوري على متن سفينة مستشفى تسمى يو إس إس هوب وأيضًا في جزيرة تينيان خلال الحرب.
انتقلت لوري وعائلتها مرة أخرى بعد الحرب العالمية الثانية إلى مجمع الإسكان العسكري بواشنطن هايتس في طوكيو باليابان حيث تمركز والدها في الفترة من 1948 حتى 1950. التحقت لوري بمدرسة طوكيو الأمريكية في ميغورو وهي مدرسة خاصة لأطفال العائلات العسكرية والمغتربين، قضت فيها سنوات دراستها بالمدرسة المتوسطة ثم عادت إلى الولايات المتحدة للالتحاق بالمدرسة الثانوية. قضت لوري وعائلتها فترة قصيرة في كارلايل مرة أخرى في عام 1950 قبل الانتقال إلى فورت جاي في جزيرة جفرنرز بنيويورك حيث التحقت بمدرسة كورتيس الثانوية في جزيرة ستاتن. التحقت لوري في عام 1952 بمعهد باكر كوليجيت في بروكلين هايتس بنيويورك حيث أنهت دراستها الثانوية.

## روابط خارجية
لويس لوري على موقع بوكس ريك (الإنجليزية) (registration required)
- لويس لوري على موقع أوليمبيديا (الإنجليزية)